# Dikij chriebiet
Dikij chriebiet (ros. Дикий хребет), także Dikij griebień (Дикий гребень) – stratowulkan na południu Kamczatki, na zachód od Jeziora Kurylskiego. Powstał w późnym holocenie, posiada kopułę wulkaniczną (ros. Неприятная) pośrodku kaldery Paużetki (ros. Паужетка). Zbudowany jest z dacytu, andezytu i ryolitu.
Ostatnia erupcja miała miejsce ok. 350 roku.
Znajduje się na terenie Rezerwatu przyrody „Jużno-Kamczatskij”.